# 12415 Wakatatakayo
12415 Wakatatakayo è un asteroide della fascia principale. Scoperto nel 1995, presenta un'orbita caratterizzata da un semiasse maggiore pari a 2,2821562 UA e da un'eccentricità di 0,1650346, inclinata di 4,70644° rispetto all'eclittica.